# Юшин Сергій Васильович
Сергій Васильович Юшин (рос. Сергей Васильевич Юшин; 21 липня 1921, Старобадєєво — 19 серпня 1990, Київ) — радянський військовий льотчик, Герой Радянського Союзу (1945), у роки німецько-радянської війни заступник командира ескадрильї 637-го штурмового авіаційного полку 227-ї штурмової авіаційної дивізії 8-ї повітряної армії 4-го Українського фронту, лейтенант.

## Біографія
Народився 21 липня 1921 року в селі Старобадєєвому (тепер Чеховського району Московської області) в селянській родині. Росіянин. Член КПРС з 1942 року. Закінчив сім класів. Працював слюсарем на машинобудівному заводі.
У 1940 році призваний до лав Червоної Армії. У 1941 році закінчив Кіровабадську військову авіаційну школу пілотів. У боях німецько-радянської війни з червня 1941 року. У 1942 закінчив Вищу школу повітряного бою.
До грудня 1944 року здійснив 148 бойових вильотів на штурмівку військ противника.
Указом Президії Верховної Ради СРСР від 29 червня 1945 року за зразкове виконання завдань командування по знищенні живої сили і техніки противника і проявлені при цьому мужність і героїзм лейтенанту Сергію Васильовичу Юшину присвоєно  звання Героя Радянського Союзу з врученням ордена Леніна і медалі «Золота Зірка» (№ 7546).

Могила Сергія Юшина

Після закінчення війни продовжував службу у Військово-повітряних силах. З 1954 року майор С. В. Юшин — в запасі. Жив у місті Подольську Московської області. Працював старшим інженером Управління пожежної охорони Мособлвиконкому. Після виходу на пенсію жив у Києві. Помер 19 серпня 1990 року. Похований у Києві на Лук'янівському військовому кладовищі.

## Нагороди
Нагороджений орденом Леніна, двома орденами Червоного Прапора, орденом Богдана Хмельницького 3-го ступеня, орденом Вітчизняної війни 1-го ступеня, медалями.